# 鲁伊·席尔瓦 (长跑运动员)
鲁伊·席尔瓦（葡萄牙語：Rui Silva，1977年8月3日—），葡萄牙男子田径运动员。他曾代表葡萄牙参加2000年和2004年夏季奥林匹克运动会田径比赛，其中2004年奥运会获得一枚铜牌。